# Capasa lubricata
Capasa lubricata är en fjärilsart som beskrevs av W. Warren 1899. Capasa lubricata ingår i släktet Capasa och familjen mätare. Inga underarter finns listade i Catalogue of Life.